# Cmentarz wojenny nr 346 – Krynica
Cmentarz wojenny nr 346 – Krynica – zabytkowy cmentarz wojenny z okresu I wojny światowej wybudowany przez Oddział Grobów Wojennych C. i K. Komendantury Wojskowej w Krakowie na terenie jego okręgu X Limanowa.

## Opis
Zaprojektowany przez austriackiego architekta Gustawa Ludwiga jako samodzielna kwatera na cmentarzu komunalnym w Krynicy-Zdroju. Pochowano na nim 34 żołnierzy austro-węgierskich i 3 rosyjskich w 18 grobach pojedynczych i 5 zbiorowych. Cmentarz w trakcie remontu (2018).

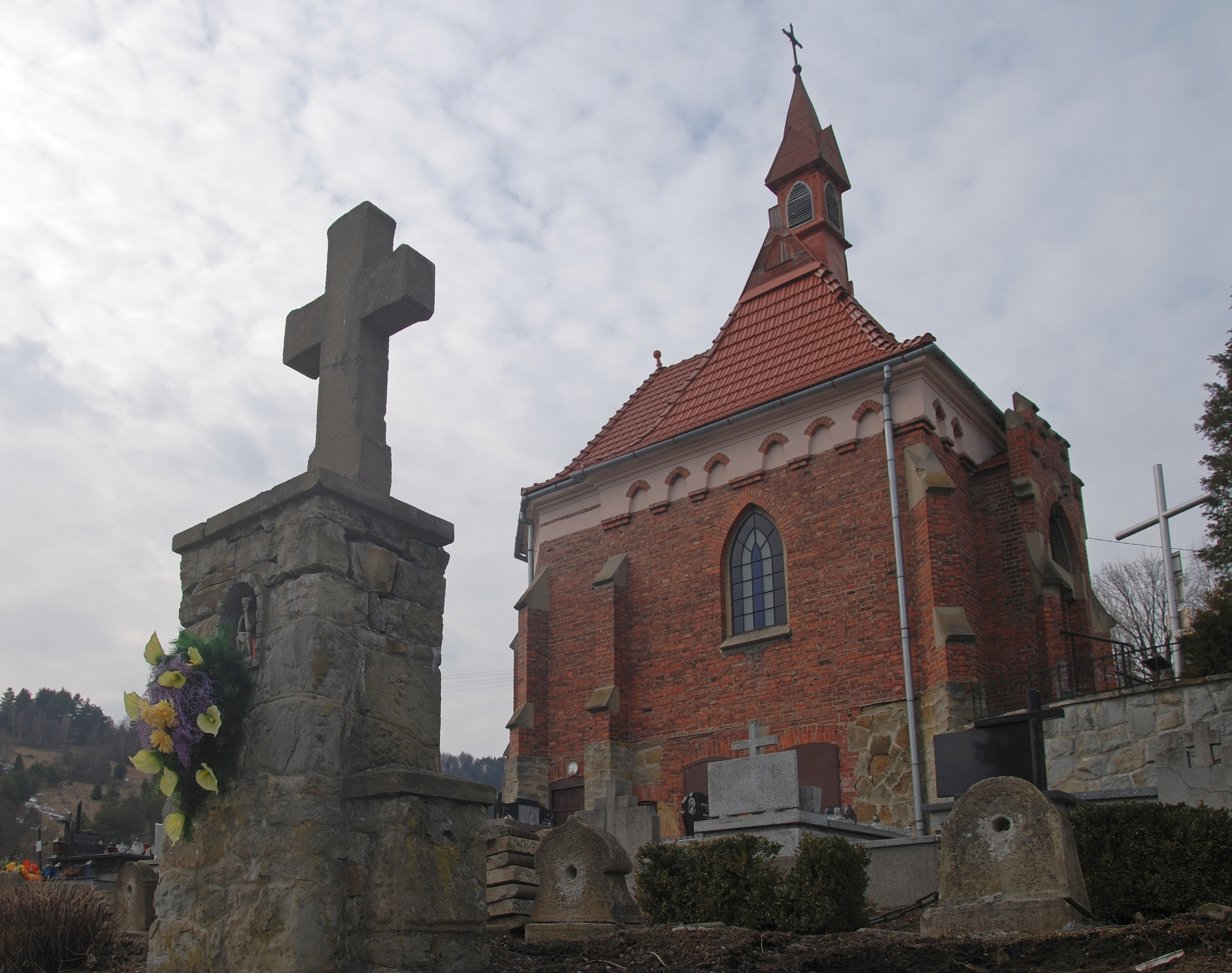
Pomnik główny
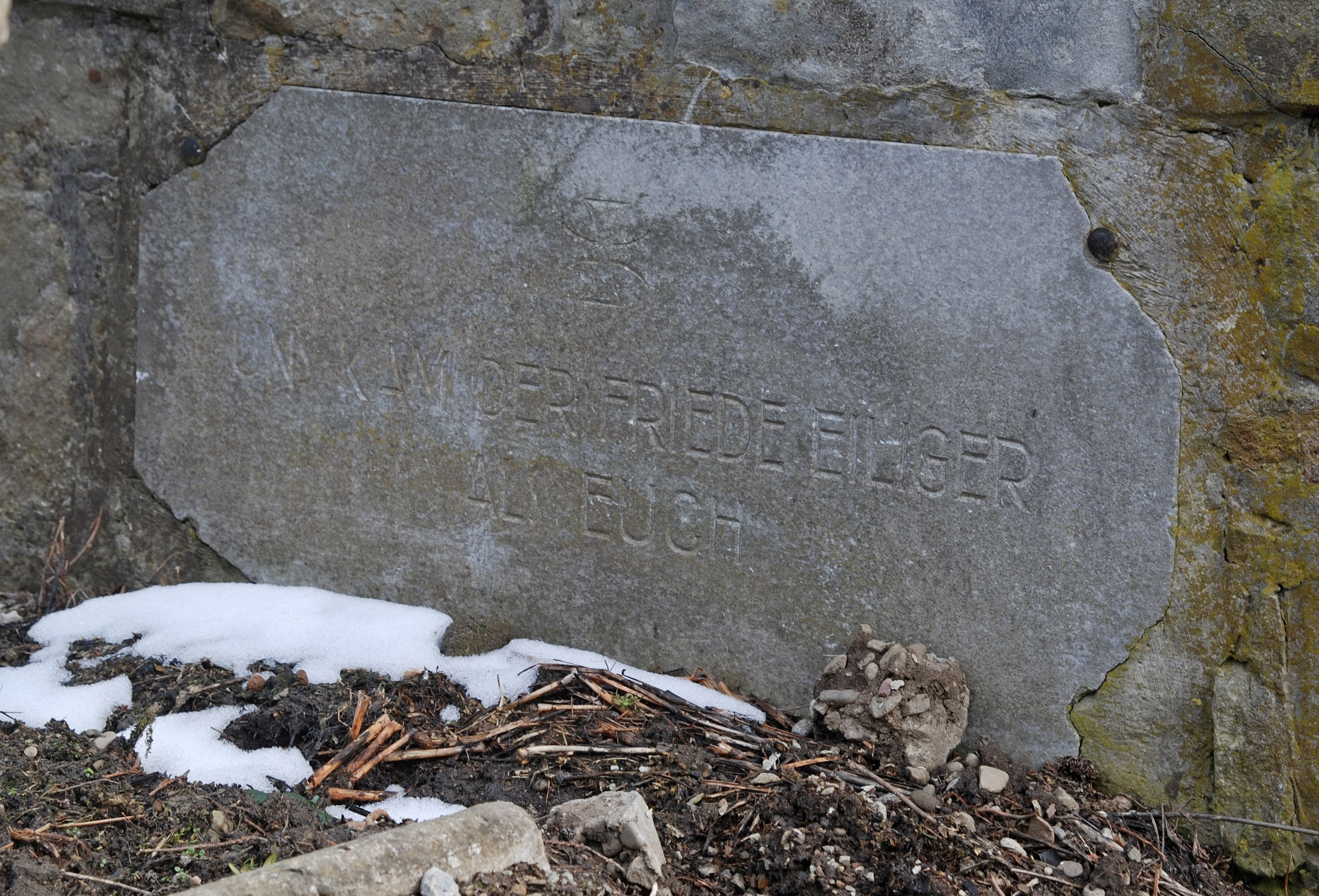
Inskrypcja
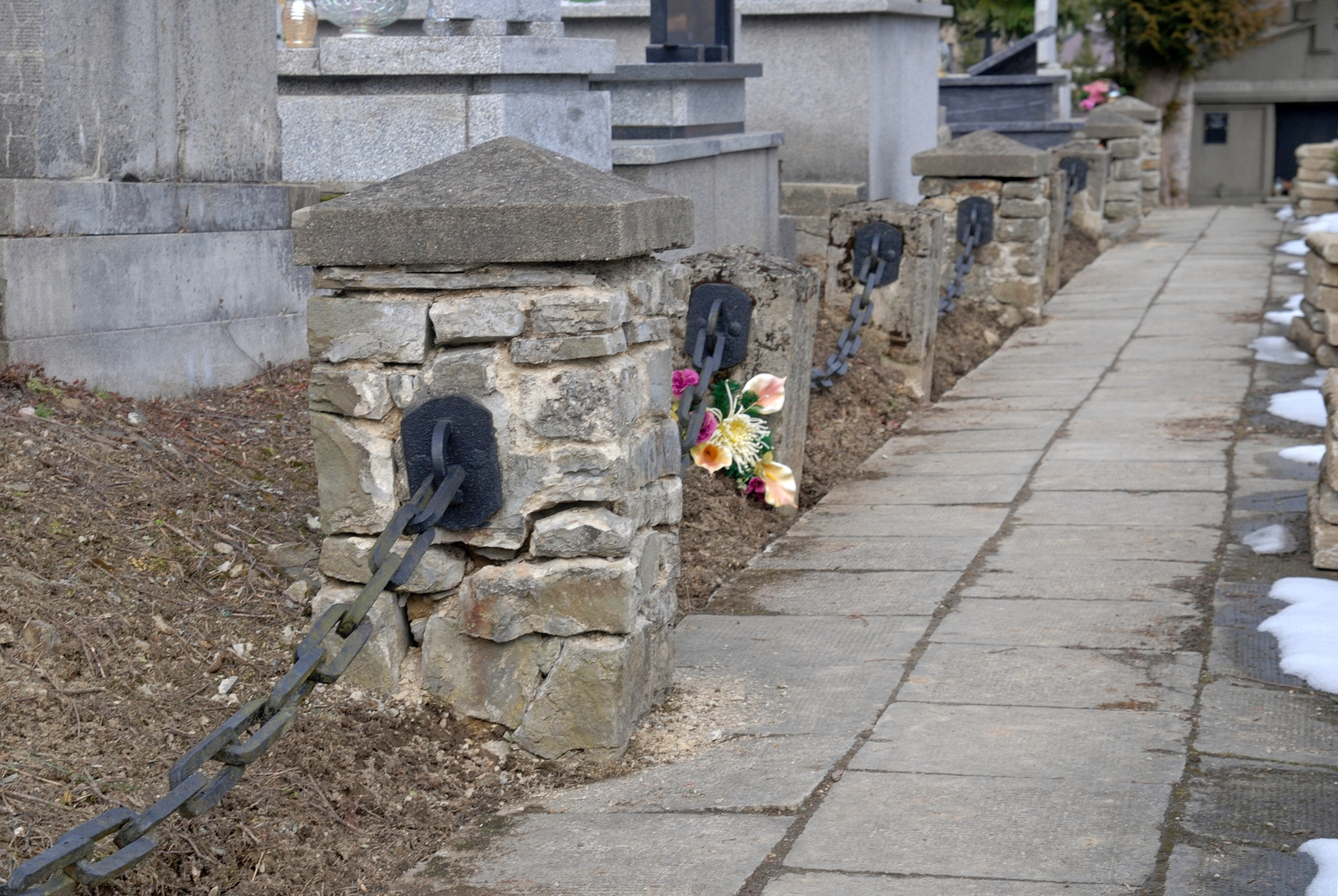
Ogrodzenie